# Morada Paulista
Morada Paulista é um livro publicado em 1972 pelo arquiteto Luís Saia pela editora Perspectiva, que trata da configuração do território paulista a partir de análises da cultura material da região.
É considerada obra relevante para o entendimento da evolução regional paulista e pela divulgação de esforços na proteção e preservação do patrimônio artístico e histórico de São Paulo e do Brasil como um todo, fornecendo elementos orientadores de ações institucionais nesse sentido.
O autor, Luís Saia, foi colaborador do Serviço do Patrimônio Histórico e Artístico Nacional, órgão que deu origem ao Instituto do Patrimônio Histórico e Artístico Nacional (IPHAN), por 40 anos, de forma que a obra é também reflexo de sua dedicação à preservação do patrimônio histórico e artístico paulista.
O livro é o resultado da organização de uma série de artigos sobre a evolução da arquitetura residencial de São Paulo publicados na Revista Acrópole em 1956. Morada Paulista foi publicado em 1972, com a adição de artigos que não constavam na Revista.
Morada Paulista é segmentado em duas partes:  “Notas  sobre  a  evolução  da  morada  paulista” e “Notas relacionadas  com  a  tetônica  demográfica  de  São  Paulo”. No prefácio do autor, intitulado "Notas prévias", Saia explana a metodologia utilizada na estruturação dos artigos do livro, considerando a validade e as limitações de fontes utilizadas, e sua perspectiva quanto à contraposição entre a arquitetura paulista e a arquitetura oitocentista mineira e baiana.
A primeira parte do livro, "Notas  sobre  a  evolução  da  morada  paulista", é considerado de teor teórico, no qual Luís Saia se debruça sobre as teses e hipóteses negadas sobre a instauração do modo de vida no planalto paulista. A obra também trata da configuração paulista a partir de ciclos econômicos e sociais como o bandeirismo, buscando traçar sentido para a identidade arquitetônica e cultural de São Paulo.
No ano de 2005, o livro ganhou uma nova edição pela editora Perspectiva.